# Porte de Vanves (stanice metra v Paříži)

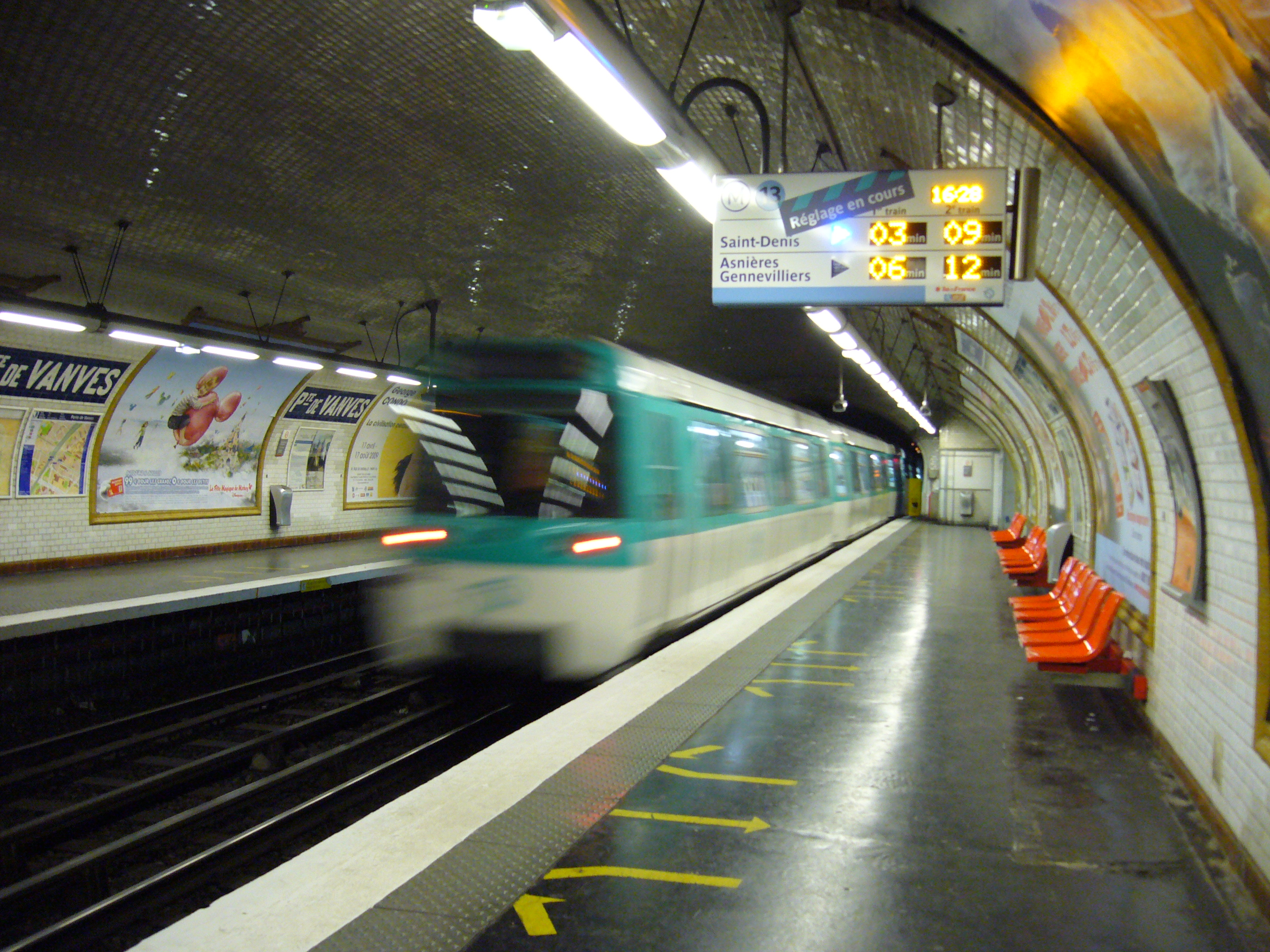
Nástupiště na stanici

Porte de Vanves je nepřestupní stanice pařížského metra na lince 13 ve 14. obvodu v Paříži. Nachází se pod Boulevardem Brune na křižovatce s ulicemi Rue Vercingétorix a Rue Raymond Losserand.

## Historie
Stanice byla otevřena 21. ledna 1937 při zprovoznění tehdejší linky 14 jako její jižní konečná. Linka končila ve stanici Bienvenüe.
9. listopadu 1976 byla trať prodloužena na jih do stanice Châtillon – Montrouge. Téhož dne linka 14 zanikla, neboť byla ve stanici Invalides spojena s linkou 13.
16. prosince 2006 se stanice stala rovněž zastávkou tramvajové linky T3.

## Název
Stanice byla pojmenována po bývalé městské bráně, která v těchto místech stála (porte = brána). Brána nese jméno sousedního města Vanves.